# Чачалака рудокрила
Чачалака рудокрила (Ortalis garrula) — вид куроподібних птахів родини краксових (Cracidae).

## Поширення
Вид поширений на півночі Колумбії в районі, який на заході обмежений річкою Сіну, на сході — передгір'ям Сьєрра-Невада-де-Санта-Марта, а на півдні — долинами річок Каука та Магдалена. Він населяє різноманітні ландшафти, що характеризуються густою рослинністю, як-от листяні ліси з чагарниками, посушливі чагарники, тропічні хащі та мангрові зарості. Він уникає глибини густого лісу, але його можна зустріти на його узліссях.

## Опис
Птах середнього розміру, завдовжки 53 см і вагою від 600 до 750 г. Голова і шия коричневі. Оперення крил і спини коричневе, грудей оливкове, черево біле, а хвіст зеленувато-чорний з білими кінчиками на зовнішніх перах.

## Спосіб життя
Живе групами по 6-12 особин, переважно в чагарниках, хоча інколи спускається на землю. Харчується плодами і насінням. Гніздо облаштовує на гілках на висоті від 1 до 3 м над землею. У період з квітня по травень самиця відкладає до 3 яєць, які висиджує 26 днів.